# ビューティフル・ピープル
『ビューティフル・ピープル』（原題: Beautiful People）は、1999年のイギリスの映画作品。第52回カンヌ国際映画祭ある視点賞受賞。

## キャスト
※括弧内は日本語吹き替え
- モルディ - ニコラス・ファレル（小室正幸）
- グリフィン - ダニー・ナスバウム（真殿光昭）
- ポーシャ - シャーロット・コールマン（幸田夏穂）
- ジェリー - ギルバート・マーティン（諸角憲一）
- ペロ - エディン・ジャンジャーノヴィテ
- ショパン・レッドモンド
- 看護婦 - リンダ・バセット